# 科普特人
科普特人（羅馬化：niremənkhēmi，羅馬化：al-qibṭ）是北非本土的基督宗教民族宗教群體，自古以來主要居住在今埃及和蘇丹所在地區。大多科普特人是科普特正教會教徒；該教派是今埃及、中東、蘇丹和利比亞等地規模最大的基督教教派。科普特人過去主要使用科普特語，這是古典時代晚期使用的通俗埃及語的直系後裔。
該詞彙最初用於指涉所有埃及人，但在穆斯林征服埃及後被用於指涉埃及地區之本土基督徒。 埃及的科普特人約佔埃及人口的 5% 至 20%，儘管具體百分比未知；蘇丹的科普特人佔蘇丹人口的 1%，而利比亞的科普特人同樣占利比亞人口的 1%。
在穆斯林征服埃及後，該族群曾因當地統治者之態度，以及整體政治與經濟環境環境變化等，歷經寬容與公開迫害等待遇。 由於過去和當前的族群衝突，迫害情境與該族群之自我認同有密切關聯。
大多科普特人信奉科普特正教會，也有一些人信奉科普特禮天主教會，或者埃及福音教會 (尼羅大會)等。
科普特人在埃及和整個阿拉伯世界的現代化中扮演重要角色；他們也貢獻於“社會和政治生活以及諸如泛阿拉伯主義、善政、 教育改革和民主”等議題領域。
科普特人保持著獨特的族群認同，通常拒絕阿拉伯身份認同。 在埃及，科普特人的受教育程度相對高，財富指數也相對高，在白領工作類型中的代表性更強，但在軍事和安全機構中的代表性有限。
2020年在埃及穆斯林和基督教組群間進行的等位基因頻率比較研究支持了該二人群在基因上起源於相同祖先的推論。

## 民族分布、人口數量及語言

### 民族分布、人口數量
科普特人約佔埃及人口的13%，為數最大的科普特僑民人口位美國、加拿大以及澳大利亞，但是在美國、加拿大以及澳大利亞對科普特人的人口數量普查並不精確，因為許多科普特人在當地的人口普查中，錯誤地被列為埃及人、蘇丹人、利比亞人、美國人、加拿大人或是澳大利亞人，在美國的科普特人口根據統計約為20萬人，但研究科普特人的組織認為數量應該高達100萬人；在加拿大的科普特人口根據統計約為5萬人，研究科普特人的組織認為數量應該為20萬人；在澳大利亞的科普特人口根據統計約為5萬人，但研究科普特人的組織認為數量應該為20萬人，此外，包括科威特、英國、法國、南非、約旦、黎巴嫩、德國、奧地利、瑞士、丹麥、希臘、義大利、荷蘭、挪威、俄羅斯以及瑞典等等都有為數不等的科普特人。

### 語言
雖然古希臘和古羅馬先後征服了埃及，但古埃及文化並沒有就此沒落。在基督化時期古埃及語反而興盛起來，當地人漸漸參照著希臘字母和古埃及文世俗體，創造了一套古埃及文字母，用以抄寫《聖經》等基督教典籍，和撰寫、翻譯有關宗教與哲學的書籍及論文，一時成爲北非地區的宗教學術語言，這就是所謂的科普特語。自18世紀以來，在北非時有出土由科普特語謄寫的文本，如《拿戈瑪第經集》、《聖經》、《多馬福音》、《瑪麗福音》、《猶大福音》、《贊美詩集》、《科普特祭祀權力手冊》、《李維羅馬史殘卷》等，多為彌足珍貴的絕世文獻，有極大的歷史研究價值。其中最爲顯著的是《拿戈瑪第經集》，林林總總地集成了五十多篇文章，内容極爲豐富。
科普特語是後期的埃及语，直到17世紀左右被口語化的埃及阿拉伯語取代之前，科普特語仍然是大多數埃及人的口語，在20世紀初還有不少科普特社區講著科普特語。埃及阿拉伯語則有明顯的科普特語底層，從詞彙到語法都深受科普特語影響。
今天，世界上只有大約300人是以科普特語為母語，他也是埃及本土教会在儀式進行過程中所使用的語言，許多著名的機構都有教授科普特語的課程，但是在埃及當地的教學卻有限。法國語言學家商博良就藉助科普特語，破解了古埃及語。
科普特語的方言:

科普特字母表

Sahidic：Theban or Upper Egyptian （页面存档备份，存于）

Bohairic：尼羅河三角洲 （页面存档备份，存于）的方言以及中世紀、現代的科普特教堂

Akhmimic

Lycopolitan也被稱為Subakhmimic

Fayyumic

Oxyrhynchite

## 地理環境
主要分布在埃及、蘇丹以及利比亞，此外，包括科威特、英國、法國、南非、約旦、黎巴嫩、德國、奧地利、瑞士、丹麥、希臘、義大利、荷蘭、挪威、俄羅斯以及瑞典等等都有科普特人分布。而詳細來看，埃及的科普特人佔人口的15-20％，蘇丹科普特人佔蘇丹人口的50萬或1％，而利比亞大約有6萬科普特人，占利比亞人口的1％，同時也佔了該國基督教社區的大多數人口。除了埃及、蘇丹和利比亞的傳統科普特地區之外，最大的科普特僑民群體分佈在美國、加拿大和澳大利亞。

## 歷史沿革
科普特人是中東最古老的基督教社區之一。儘管估計有所不同，在集成較大的埃及國家狀態時，科普特人得以倖存下來，並且作為一個獨特的宗教社區形成大約10%到20%的人口。他們為自身是埃及教會的使徒感到自豪，因為埃及教會的創始人是族長鏈中的首位。16世紀的主體已與羅馬天主教會和各種東正教會斷絕了交流。

### 在埃及建立基督教會

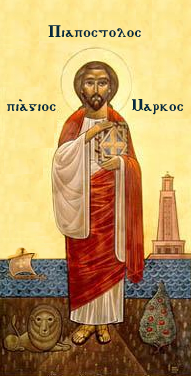
科普特的聖馬可畫像

根據古老的傳說，在耶穌升天後不久，基督教是聖馬可由亞歷山卓傳入現在的埃及，聖馬可在埃及亞歷山大成功建立了基督徒社群，並在聖馬可到達亞歷山大的半個世紀內傳遍整個埃及。從科普特語中寫的約翰福音的片段中可以看到，埃及教會可以追溯至2世紀上半葉。此外，在中埃及的俄克喜林庫斯發現的新約聖經，可追溯至西元200年左右。而在西元2世紀，基督教開始傳播到農村地區，經文被翻譯成當地語言，被稱為科普特語，但在當時被稱為埃及語。到公元3世紀初，基督徒佔埃及人口的大多數，而且亞歷山大教会被認為是基督教世界四大使徒教會之一，排名僅次於羅馬教會。因此，亞歷山大教会是非洲最古老的基督教教会。

### 對基督教的貢獻
埃及的科普特人為基督教的傳統做出了巨大貢獻。亞歷山大的教理問答學校是世界上最古老的教理問答學校，於公元190年左右由學者潘代諾創立，成為學習宗教的重要機構，由雅典那哥拉，克萊曼特，狄迪莫斯和俄利根等學者授課，而神學之父也在評論和比較聖經的研究領域中十分活躍。然而，這所學校的範圍不僅限於神學科目，除此之外也教授科學、數學和人文科學。這種問答方法就是從這開始，而15個世紀之前，盲人學者在這使用木雕技術進行閱讀和寫作。
科普特人在埃及對基督教的另一個重要貢獻就是修道院的創造和組織。全世界的基督教修道制度，幾乎都是直接或間接地參考埃及的例子。修道運動的最著名的人物是聖安東尼，底比斯的保羅，埃及的馬卡里烏斯，欣諾達和帕科繆。到了公元5世紀末，有數百座修道院分散在整個埃及沙漠中。從那時起，朝聖者就拜訪了埃及沙漠之父，以模仿他們精神上的紀律生活。該撒利亞的巴西流主教，以及小亞細亞寺院運動的創始人和組織者，大約在公元357年參觀了埃及的寺院和修道士的規則，接著是前往東正教教會。將聖經翻譯成拉丁文的耶柔米，在公元400年左右前往耶路撒冷途中來到埃及，並在他的信件中留下了他的經歷過程和細節。聖本篤在6世紀以帕科繆的修道院为模范，創立了本笃会，儘管它形式變得更加嚴格。此外，科普特基督徒將男性割禮作為一種通行的儀式。

### 大公會議
從前三個大公會議中得到證實，基督教前三個大公會議歷史上主要由埃及族長領導，以及亞歷山大牧首對早期基督教神學和教條的建立。尼西亞會議（公元325年）是由亞歷山大一世以及科多瓦的何西乌所主持的。此外，理事會最著名的人物是未來的亞歷山大牧首亞他那修，他在尼西亞信經的制定中發揮了重要作用，今日仍在大多數不同教派的基督教教會中流傳著。該委員會的決定是項之一是每年委託亞歷山大牧首計算並向其他基督教會宣布復活節的確切日期。 

### 阿拉伯征服埃及
公元641年，埃及被阿拉伯人征服。然而，埃及人的抵抗漸漸開始發酵，並且至少持續到9世紀。

## 社會、家庭與婚姻

### 血緣關係
有關埃及的科普特人遺傳研究顯示，他們與埃及的穆斯林不同，因為他們非埃及的血統較少。然而，科普特人與埃及的穆斯林之間的關係比其他族群都更密切，並且與穆斯林共同享有大部分相似的血統。更廣泛地說，研究顯示，科普特人是南歐人口和努比亞人口（兩個經常被拿來使用的參考點）間的遺傳中介，越往北部與歐洲的親緣關係較大，而越往南部則與東非的親緣關係較大。一項對埃及北部科普特移民的研究指出，他們與埃及的穆斯林以及黎凡特和南部沙特阿拉伯的人口關係最為密切。
根據Hassan等人的Y-DNA（2008年）分析，大約45％的蘇丹科普特人擁有單倍群J （页面存档备份，存于），其餘則主要屬E1b1b （页面存档备份，存于）支（21％）。這兩個父系血統在其他講阿拉伯語的人群（貝雅，埃塞俄比亞人，蘇丹阿拉伯人）以及許多努比亞人中十分常見。E1b1b / E3b在北非人，Levantine Middle Easterners和埃塞俄比亞東北非人中有最高的擁有率。科普特人次之常見的單倍群是與歐洲相關的R1b支 （页面存档备份，存于）（15％），以及古老的非洲B血統（15％）。
而有關母系血統，Hassan（2009）發現只有蘇丹的科普特人有大單倍群N的各種後代。這種mtDNA進化枝同樣與當地的說阿拉伯語的人群密切相關，包括柏柏爾人和埃塞俄比亞人。在科普特人的N衍生物中，U6 （页面存档备份，存于）是最常見的（28％），其次是單倍群T （页面存档备份，存于）（17％）。
Dobon等人在2015年的研究確定了西歐祖先大部分染色體組成，這種組成在東北非許多非洲人口中都十分常見，它被稱為科普特人的組成，它在過去兩個世紀在於蘇丹定居的埃及科普特人中名列前茅。科普特人還在PCA中形成了一個獨立的群體，這個群體與其他埃及人，亞非語系的東北非以及和中東人口相近。科普特人的組成是由東北非和中東的主要祖先成分演變而來的，這些組成同時也與其他埃及人共享，並且也在非洲東北部中其他亞非語系人群中也有高度的發現（約70％）。科學家們認為，這表明了埃及人口的共同起源。他們還將科普特人的成分與古埃及血統聯繫起來，並沒有受到其他之後來自阿拉伯人的影響。

## 產業與生活

埃及的科普特僧侶

### 現代埃及的科普特人
在穆斯林統治下，基督徒繳納特別稅，獲得政治權力的機會較少，但免於服兵役。19世紀早期，在穆罕默德·阿里帕夏統治下，他們的地位得到了極大的改善。他廢除了吉兹亚（對非穆斯林徵稅）並允許埃及人（科普特人）加入軍隊。1854年至1861年的教宗西里爾四世，對教會進行了改革，並鼓勵更廣泛的科普特人參與埃及事務。於1863至1879年執政的伊斯梅爾帕夏進一步提升了科普特人的地位。他任命他們為埃及法院的法官，並授予他們政治權利和政府代表權，此外，科普特人也在商業活動中得以蓬勃發展。
一些科普特人參加了埃及民族獨立運動，並佔據了許多有影響力的職位。其中兩個顯著的成就包括：於1910年成立科普特博物館，以及於1954年成立科普特研究高等學院。
1952年，賈邁勒·阿卜杜勒·納瑟率領一些軍官參加了反對法魯克一世的政變，並且推翻了埃及王國並建立了共和國。納瑟的主流政策是泛阿拉伯民族主義和社會主義。科普特人受到納瑟國有化政策的嚴重影響，儘管他們只佔了人口的10％至20％。此外，納瑟的泛阿拉伯政策，破壞了科普特人對他們埃及的古阿拉伯人以及非阿拉伯人的身份的強烈依戀和認同感，導致建立教會的許可證受到延遲給予，以及基督教宗教法庭被迫關閉。

### 現代蘇丹的科普特人
雖然在蘇丹有許多科普特人都是埃及移民的後裔，但蘇丹原本就有科普特民族。蘇丹科普特人居住在北部城市，包括欧拜伊德，阿特巴拉，棟古拉，喀土木，恩图曼，蘇丹港和瓦德迈达尼。他們的總人口數高達50萬，略高於總蘇丹人口的1％。由於他們接受高等教育，因此他們對國家的影響力比起數據顯示得更為重要。他們偶爾會面臨被迫皈依伊斯蘭教的問題，導致他們的移民和數量減少。
科普特人到蘇丹的現代移民在19世紀初達到頂峰，他們在那裡普遍受到了寬容的歡迎。然而，一切卻被19世紀末馬赫德統治下的十年迫害中斷了。由於受到迫害，許多人被迫放棄信仰，接受伊斯蘭教，並與當地蘇丹人通婚。在1898年，英埃蘇丹入侵，並且允許科普特人有更大的宗教和經濟自由，因此他們擴大了他們原來的角色，從工匠、商人到貿易、金融、工程、醫學和公務員等等，熟練掌握商業和管理使他們成為少數群體。但是，好戰的伊斯蘭教導致了在20世紀60年代中期後激進分子對伊斯蘭憲法的要求，促使科普特加入公眾反對宗教統治的行列。
1983年，由於加法尔·尼迈里政权對伊斯蘭教法的採用，開始對科普特人以及其他非穆斯林採行壓迫性待遇。推翻尼迈里後，科普特領導人在1986年選舉中，支持了一位世俗候選人。然而，全國伊斯蘭陣線在軍方的幫助下，推翻了當選的薩迪克馬赫迪政府，因而社會重拾了對科普特人的歧視。數百名科普特人被公務員和司法部門解僱。
1991年2月，一名為蘇丹航空公司工作的科普特飛行員因非法持有外幣被處決。在他被處決之前，如果他皈依伊斯蘭教，他就會獲得大赦和金錢，但他拒絕了。成千上萬的人參加了他的葬禮，許多科普特人遭到處決，並且開始逃難。
科普特人對蘇丹國籍的限制漸漸增加，他們很難透過出生或歸化獲得蘇丹國籍，因此常在出國旅行時造成問題。沒收基督教學校以及在語言和歷史教學中強調阿拉伯伊斯蘭教，伴隨著對基督徒兒童的騷擾和頭巾禮服法的引入。一名科普特兒童因未能背誦古蘭經而被鞭打。此外，電台停止了基督教週日禮拜的報導。隨著內戰在整個20世紀90年代肆虐，政府將其宗教熱情集中在南方。雖然遭受歧視，但科普特人和北方其他歷史悠久的基督教團體的限制比南部其他類型的基督徒少。
如今，蘇丹科普特教會正式在政府註冊，免徵財產稅。 2005 年，蘇丹民族團結政府 (GNU) 任命一名科普特東正教神職人員擔任政府職務，儘管執政的伊斯蘭政黨在 GNU 的領導下繼續佔據主導地位，這足以讓人懷疑其對更廣泛的宗教或族群代表的承諾。

### 現代利比亞的科普特人
利比亞最大的基督教團體是科普特東正教，人口為約6萬。眾所皆知的是，在阿拉伯人從埃及向西進入利比亞之前，科普特教會在利比亞早已有歷史根源。

## 信仰與節日
大部分科普特人信仰的宗教為基督教，埃及的亞歷山大科普特正教會是埃及最大的基督教會，科普特人所信仰的基督教為東方正統教會的一支，不同於一般所知的東正教，兩者的不同主要始於公元451年的基督教第四次大公會議—迦克墩公會議(又稱為卡爾西頓會議)，而兩者的差異在於對基督論神學的解釋不同，在迦克敦公會議中界定了「基督的神人二性」的基督論，認為信仰「基督一性派」的基督教會為不正統的，此外，在迦克墩公會議中制定了基督教著名的經典《迦克墩信經》，在會議法規第28條中提到君士坦丁堡主教相對於其他主教具有較優越地位，意即為羅馬公教，科普特正教會接受三位一體的教義，將阿利烏派以及聶斯托利派等等視為異端，科普特正教會建立的基礎根植在埃及與衣索比亞，同時也擁有世界各地的信眾，科普特正教會在進行儀式時使用的是科普特語(為古埃及語所演變)，衣索比亞正教會與厄利垂亞正教會是由該教的兩個分支。
也有一些科普特人是穆斯林（根据埃及法律规定，结婚时，被穆斯林男子迎娶的科普特女性必须皈依伊斯兰教，而迎娶穆斯林女子的科普特男子也必须如此）。

### 曆法

科普特十字架

科普特日曆又稱為亞歷山大日曆，被科普特東正教會 （页面存档备份，存于）以及埃塞俄比亞 （页面存档备份，存于）用作其官方日曆(在兩地有不同名稱)。此曆法是以古埃及曆法為基礎而成。托勒密三世在公元前238年的老人星法令中引入了古埃及曆法的改革，但是這項改革被當時的埃及教士反對因而沒有被採納，直到公元前25年，羅馬皇帝奧古斯 （页面存档备份，存于）正式改革埃及日曆與新引進的朱利安曆法 （页面存档备份，存于）同步；為了和中世紀使用的古埃及曆法區別，這個改革後的日曆被稱為科普特日曆，他的年份與月分和埃塞俄比亞的曆法 （页面存档备份，存于）吻合，但是數字和名稱不相同。
科普特年是古埃及民間年的延伸，將其分為三個季節，每個季節四個月。科普特透過禮儀中的特殊祈禱紀念了這三個季節，這個日曆仍然被埃及各地的農民所使用，作為各種農業季節的象徵，科普特日曆有13個月，有12個月為30天，最後一個月為5或6天，具體取決於年份是否為閏年。

## 藝術與文學

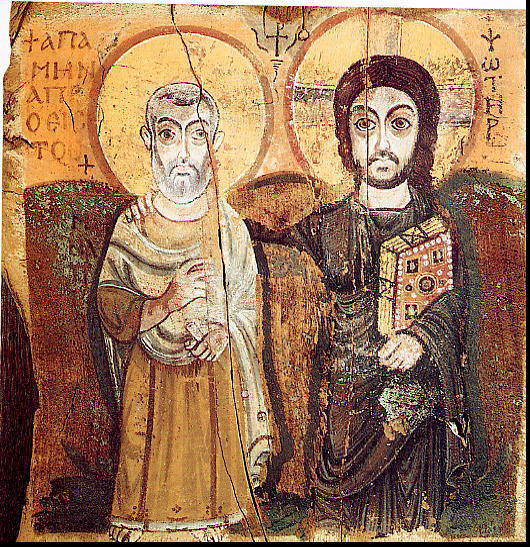
科普特在埃及代表代表耶穌與聖米娜的圖像

科普特藝術指的是拜占庭 、希臘 、羅馬以及埃及的基督教藝術，以及在科普特基督教會中的藝術。科普特藝術以壁畫，紡織品，泥金裝飾手抄本和金屬製品而聞名，其中大部分都保存於修道院和教堂中。這些藝術品通常是功能性的，在藝術性和工藝之間幾乎沒有區別，像是長袍，墓碑以及聖徒的肖像。開羅的科普特博物館 （页面存档备份，存于）收藏了一些世界上最重要的科普特藝術作品。

## 在埃及的迫害與歧視
歧視性和限制性的政府政策在不同程度上阻礙了埃及的宗教自由。科普特基督徒作為埃及最大的宗教少數群體，也受到了負面影響。在1952年賈邁勒·阿卜杜勒·納賽爾（Gamal Abdel Nasser）領導的政變之後，科普特人面臨著日益嚴重的邊緣化。直到最近，基督徒還需要獲得總統批准才能對教堂進行小規模維修。儘管 2005 年通過將批准權下放給州長來放寬法律，但科普特人在建造新教堂方面繼續面臨許多障礙和限制。這些限制不適用於建造清真寺。
2006年，一人襲擊了亞歷山卓的三座教堂，造成 1 人死亡、5至16人受傷。襲擊者與任何組織都沒有聯繫，被埃及內政部描述為“精神失常”。 2010 年 5 月，《華爾街日報》報導了穆斯林對科普特人的暴徒襲擊浪潮不斷增加。儘管有瘋狂的求救電話，警察通常會在暴力事件結束後趕到。警察還強迫科普特人接受與襲擊者的“和解”以避免起訴他們，沒有穆斯林因任何襲擊而被定罪。 在馬特魯港，一群貝都因穆斯林暴徒試圖襲擊科普特人，400名科普特人不得不將自己封鎖在教堂內，而暴徒摧毀了18棟房屋、23家商店和16輛汽車。
在2013年埃及政變及隨後的事態發展中，埃及的遜尼派穆斯林對科普特社群目標進行了廣泛的襲擊。
科普特女性被綁架，被迫皈依伊斯蘭教並嫁給穆斯林男子。 2017 年，關於有組織的科普特人綁架、販運和警察勾結的進一步指控仍在繼續。